# Джулія Тейлор
Джулія Тейлор (англ. Julia Taylor, нар. 3 листопада 1978, Будапешт, Угорщина) — угорська порноакторка.

## Біографія
Працювала в нічних клубах Будапешта, де її помітили американські порнопродюсери. Перша велика поява на американській порносцені відбулася в 1998 році в порнофільмі World Grand Tour #16.
Джулія Тейлор продовжує зрідка з'являтися в американських порнофільмах. Вона живе в Європі, і її продукція обмежена європейськими зйомками (наприклад, у Private Media Group вона грала Клеопатру).

## Премії і номінації
- 2003 Venus Award — Краща акторка (Європа)
- 2004 European X Award — Best Supporting Actress (Hungary)[3]

## Фільмографія (вибіркова)
- 2 on 1 2 (Diabolic)
- 48 Ore (ATV, It.)
- 7eme Ciel (Colmax, Fr.)
- Addiction (Private)
- Addio Al Nubilato (Top Line, It.)
- All Sex (Colmax)
- Anal Babes of Budapest (Coast to Coast)
- Anal Divas (Sin City)
- Calendar Girl (Private)
- Castings 35 (Private)
- Claudia's Holiday (Pink'o, It.)
- Cleopatra (Private)
- Cleopatra 2 (Private)
- Collezione Privata (FM Video, It.) (anal)
- Collezione Privata (Max Bellocchio, It.)
- Julia La Torride (Colmax)
- Just Juggs (Elegant Angel)
- K. K. K.: storie violente dell' America di ieri (F. M. Video, It.)
- Killer Pussy 14 (New Sensation)
- Kiss of Death (Vivid)
- L Initiation Perverse de Marlene (Dorcel)
- La Fille du Pirate (Colmax)
- La Lunga notte di Christina (Salieri, It.)
- ...Les folles nuits de Christina (Colmax, Fr.)
- La Pute du General (Colmax)
- Le Monde Pervers des Miss (Colmax)
- Les Confessions Perverses e Mario Salieri (Colmax)
- Reality 14: The Girls Of Desire (Private)
- Rubber Kiss (Private)
- Salieri All Sex: Casino (Salieri, It.)
- Uranus Experiment Trilogy (Private)
- Victoria Blue (Private)
- Wanderlust (Sin City)
- World Grand Tour 16 (Anabolic)
- Yasmine: Sex for cash (Dorcel, Fr.)
- Young & Wild 3 (New Sensations)